# 아오야기 쇼

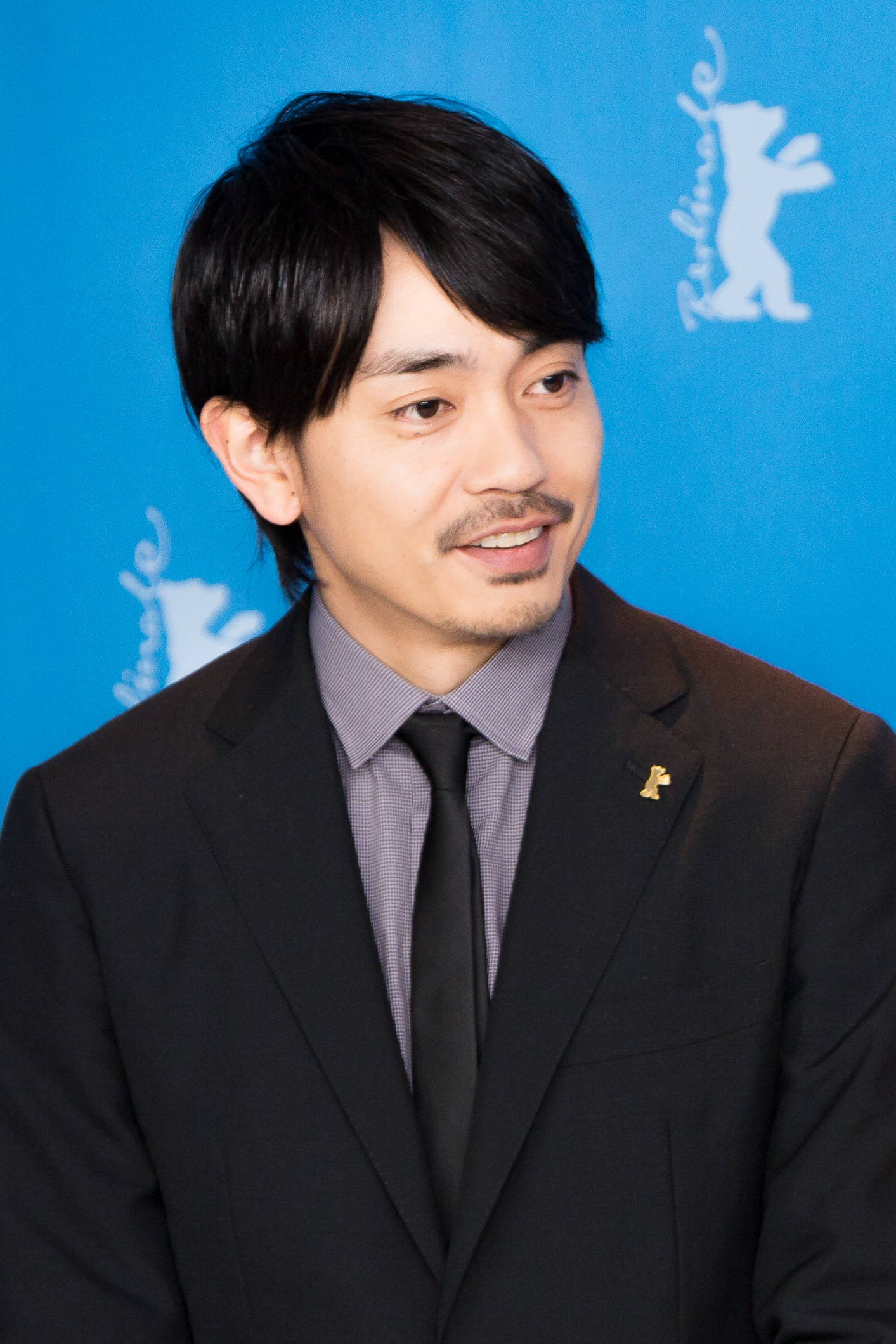

아오야기 쇼(Sho Aoyagi, 1985년 4월 12일 ~ )는 일본의 배우, 텔레비전 배우이다.
삿포로시에서 태어났다.

## 방송
- 가상 의례
- 반주의 방식 2
- CODE - 소원의 대가
- 내 남편은 냉동고에 잠들어 있다
- 13
- 당신에게는 넘겨주지 않아
- 주부 활동!
- 도쿄 센티멘탈 SP ~오차노미즈의 사랑~
- 무전취식 킬러